# عبد العزيز بن سعود بن عبد العزيز آل سعود
الأمير عبد العزيز بن سعود بن عبد العزيز آل سعود الابن الثامن والثلاثين من أبناء الملك سعود بن عبد العزيز آل سعود ووالدته هي الأميرة الجوهرة بنت تركي بن أحمد السديري. توفي والده وهو صغير فرباه أخوه عبد الرحمن بن سعود بن عبد العزيز آل سعود.

## مناصبه
- مشرف على الفئات السنية بنادي النصر السعودي.
- عضو شرف نادي النصر السعودي.

## إخوانه الأشقاء
- الأمير فيصل بن سعود بن عبد العزيز آل سعود.
- الأمير عبد الرحمن بن سعود بن عبد العزيز آل سعود.
- الأمير نايف بن سعود بن عبد العزيز آل سعود.
- الأمير أحمد بن سعود بن عبد العزيز آل سعود.
- الأمير ممدوح بن سعود بن عبد العزيز آل سعود.

## أسرته
له من الأبناء :
الأمير يوسف بن عبد العزيز بن سعود بن عبد العزيز آل سعود.